# 제이콥 블랙
제이콥 블랙(제이콥 블랙, Jacob Black)은 트와일라잇 시리즈의 서브 남주인공이다.
이름: 제이콥 블랙

애칭: 제이크

가족: 빌리 블랙(부),레베카 블랙(누나),레이첼 블랙(누나)

배우: 테일러 로트너

목소리: 테일러 로트너

국적: 미국

태어난곳: 포크스 라푸시

종족: 인간→늑대인간

첫등장: 트와일라잇

각인된 상대: 르네즈미 컬렌(벨라와 에드워드의 딸)

베스트 프랜드:벨라 스완(Bella swan)

## 인물

### 이름
풀 이름은 제이콥 블랙(Jacob Black), 애칭은 제이크(Jake)이다.

### 외모
장신으로 다갈색의 피부, 검은 머리, 검은 눈동자. 근육이 많다.

### 내력
1990년 1월 14일 출생. 벨라 스완이랑 같은 고등학교에 다니지는 않지만, 포크스의 고등학교에 다닌다. 2006년 2월경 늑대인간이 되었다.

### 성격
밝고 표리없는 성격이다. 기계 만지는 걸 좋아하고, 스스로 조립할 수 있다.

### 재능
트와일라잇에선 재능이 나오지 않지만 뉴문에서 늑대인간으로 등장하여, 후각도 좋고, 빠른 움직임을 보여준다. 체온이 매우 높기 때문에 뉴문에서 상반신이 알몸인 경우가 많다.

### 인간 관계
오랫동안 벨라 스완을 사랑하고 있었지만, 이루어지지는 않는다.
브레이킹 던pt.2에서 벨라의 딸인 르네즈미에게 각인된다.